# Anne-Marie Kantengwa
Anne-Marie Kantengwa nasceu em 1953 em Jabana, perto de Kigali, Ruanda. Ela é uma mulher de negócios e ex-deputada da Frente Patriótica de Ruanda (FPR) no Parlamento de Ruanda.